# Breza (Bosnië en Herzegovina)
Breza is een stad en gemeente in centraal Bosnië en Herzegovina. Deze gemeente staat bekend om zijn kolenproductie. De gemeente beslaat een gebied van 73 km² en maakt deel uit van het Zenica-Doboj kanton en de Federatie van Bosnië en Herzegovina.

## Algemene Informatie
De gemeente grenst aan vier andere gemeentes; Ilijaš, Kakanj, Vareš en Visoko. De gemeente Breza is tevens een erg waterrijk gebied.
De stad Breza wordt voor het eerst in de geschiedenis genoemd in documenten uit de 2de eeuw. De stad wordt dan Hedum Kastelum (bewoond kasteel) genoemd en is in die tijd in handen van de zeer gewelddadige stam Desidiata. Er zijn een paar belangrijke monumenten te vinden uit die periode in de stad. Waarvan de belangrijkste de twee kerken uit de 5de eeuw zijn.

## Demografie

### 1971
14824 inwoners, waarvan:
- Bosniakken - 10.659 (71,90%)
- Serven - 2.333 (15,73%)
- Kroaten - 1.446 (9,75%)
- Joegoslaven - 225 (1,51%)
- Overig - 161 (1,11%)

### 1991
17317 inwoners, waarvan:
- Bosniakken - 13079 (75,53%)
- Serven - 2122 (12,25%)
- Kroaten - 851 (4,91%)
- Overig - 1265 (7,30%)

### 2001
Breza onderging geen grote vernietigingen tijdens de Bosnische Oorlog, maar de bevolking van het gebied is echter wel gedaald tot 13848 in 2001 ((schatting)).

### 2005
In 2005 waren 95% van de bevolking etnische Bosniakken.

## Nederzettingen in de gemeente
Banjevac, Breza, Bukovik, Bulbušići, Gornja Breza, Izbod, Kamenice, Koritnik, Mahala, Mahmutovića Rijeka, Nasići, Očevlje, Orahovo, Podgora, Potkraj, Prhinje, Seoce, Slivno, Smailbegovići, Smrekovica, Sutješćica, Trtorići, Vardište, Vijesolići, Vlahinje, Vrbovik, Založje, Župča.